# Parat
|  | Denne artikel er oprettet af botten PalnaBot ud fra en ekstern database. Den kan derfor have sproglige fejl eller mangler. Denne skabelon kan fjernes efter kontrol af indholdet. |

Parat er en eksperimentalfilm instrueret af Olafur Eliasson og Thomas Adamsen efter manuskript af Olafur Eliasson og Thomas Adamsen.